# Ammodillus imbellis
L'ammodillo o walo (Ammodillus imbellis de Winton, 1898) è un roditore della famiglia dei Muridi, unica specie del genere Ammodillus (Thomas, 1904), diffuso nel Corno d'Africa.

## Descrizione

### Dimensioni
Roditore di piccole dimensioni, con la lunghezza della testa e del corpo tra 84 e 111 mm, la lunghezza della coda tra 134 e 160 mm, la lunghezza del piede tra 26 e 29 mm e la lunghezza delle orecchie tra 14 e 18 mm.

### Caratteristiche craniche e dentarie
La parte posteriore del cranio è larga, le creste sopra-orbitali sono delicate, le ossa nasali si estendono ben oltre gli incisivi superiori. Sono presenti 4 fori palatali, dei quali i due posteriori sono piccoli. La mandibola è straordinariamente delicata, essendo priva del processo coronoide. Le radici dentarie convergono posteriormente. La bolla timpanica è grande.
Sono caratterizzati dalla seguente formula dentaria:

### Aspetto
Le parti superiori sono fulvo-rossastre, i peli del dorso hanno le punte nerastre, mentre le parti ventrali, le zampe, il mento e le guance sono bianche. Una macchia bianca è presente alla base di ogni orecchio sopra l'occhio.  I piedi sono sottili e le loro piante sono prive di peli. Gli artigli delle zampe anteriori sono ben sviluppati. La coda è più lunga della testa e del corpo, è cosparsa di pochi peli, è scura sopra, chiara sotto e termina con un ciuffo di peli brunastri lunghi 8–10 mm.

## Biologia

### Comportamento
È una specie terricola. Forma piccole colonie. Sono stati osservati combattimenti tra singoli individui.

### Alimentazione
L'insolita conformazione della mandibola suggerisce una dieta a base di alimenti morbidi.

## Distribuzione e habitat
Questa specie è diffusa in Somalia ed Etiopia orientale.
Vive nei prati ad erba bassa e in zone con arbusteti sparsi.

## Conservazione
La IUCN Red List, considerata l'assenza di informazioni recenti sui requisiti ecologici, sulle minacce e sullo stato conservativo, classifica A.imbellis come specie con dati insufficienti (DD).